# ايني فرو
أيني ديريك فرو، لاعب كرة قدم كاميروني لعب سابقاً مع نادي الشعلة السعودي .
مثل منتخب الكاميرون للمحليين